# SOS: The Final Escape
Pour les articles homonymes, voir SOS (homonymie).
SOS: The Final Escape (絶体絶命都市, Zettai Zetsumei Toshi, littéralement : La Ville désespérée), ou Disaster Report en Amérique du Nord, est un jeu vidéo d'action-aventure et de survie, développé par Irem sur PlayStation 2. Il est sorti au Japon le 25 avril 2002, puis en Europe en novembre 2002 et en Amérique du Nord en février 2003.
Le jeu met en scène divers personnages qui tentent de survivre et de s'échapper d'une île artificielle construite sur l'Océan Pacifique, qui s'effondre inéluctablement. Le joueur incarne Keith Helm, un jeune reporter qui doit enquêter sur les causes de la catastrophe, tout en essayant de se frayer un chemin hors de l'île, en évitant les immeubles qui s'écroulent autour de lui et les débris provoqués par les fréquents tremblements de terre.
Il a connu trois suites.

## Trame
En 2001, après dix ans de construction, le gouvernement annonce au monde la finalisation de Stiver Island, un projet top secret basé dans l'océan Pacifique. Fruit d'une prouesse technologique révolutionnaire, ce projet a mobilisé les meilleurs ingénieurs  du gouvernement pour transformer un petit éperon rocheux à peine émergé en une île artificielle prospère, dotée d'une métropole ultramoderne appelée Capital City.
En juin 2005, Keith Helm, le protagoniste et personnage jouable, se rend à Capital City pour la première fois afin de commencer son travail de rêve en tant que rédacteur pour le prestigieux journal Town Crier. À son arrivée, un tremblement de terre se produit. Peu après avoir repris connaissance, il rencontre une autre survivante, Karen Morris. Ils voyagent ensemble, tandis que de fortes répliques continuent à se produire, jusqu'à ce qu'ils rencontrent un homme nommé Greg Bach. Plus loin, le groupe décide de se séparer. Keith doit choisir entre accompagner Karen pour retrouver son chien, et aller avec Greg pour aider une fille nommée Kelly Austin à retrouver son frère Jason. Quel que soit le choix qui est fait, Keith finit par se rendre au bâtiment du Town Crier. Il y rencontre William, le rédacteur en chef du journal, qui le dirige vers l'entreprise de construction qui a bâti l'île. Sur place, Keith apprend que la catastrophe a été causée intentionnellement.
Après s'être échappé du bâtiment, Keith peut soit aider William blessé à évacuer, soit le laisser et aider Karen ou Kelly à s'échapper. William est évacué et Keith se rend à un stade, où il peut décider à nouveau quelle fille il va escorter. Keith et Karen ou Kelly sont ensuite poursuivis jusqu'à un centre commercial abandonné par les hommes de main de l'entreprise de construction. Après s'en être échappés, ils retrouvent Greg, Kelly ou Karen est évacuée, et ils rencontrent Terry Stiver, l'homme qui supervisait la construction de Stiver Island. Terry leur dit qu'il a provoqué le tremblement de terre pour se venger du gouvernement parce que sa famille a été tuée dans un glissement de terrain. Keith révèle à l'homme que son partenaire d'affaires Albert a causé le glissement de terrain pour le pousser à vouloir détruire l'île.
Après avoir quitté les lieux en hors-bord et échappé à un hélicoptère d'attaque, Keith, Greg et Karen ou Kelly sont de nouveau confrontés lorsqu'ils débarquent à Capital District. À ce moment, un mini-tsunami se produit, les forçant à se réfugier dans une salle d'exposition de voitures et à monter sur le toit. En atteignant le sommet, le trio voit de nouveau l'hélicoptère, qui dépose deux ennemis sur le bâtiment. En risquant sa vie pour sauver Karen ou Kelly, Greg est abattu par un ennemi, après quoi le bâtiment est englouti par les flots et l'ennemi est tué. Greg meurt après avoir demandé à Keith d'écrire un article dénonçant les méfaits du gouvernement dans la construction de l'île. Keith et Karen ou Kelly se rendent ensuite dans un autre gratte-ciel. Terry meurt avec Albert et, en fonction de la relation du joueur avec Karen ou Kelly, l'histoire se termine soit par leur évasion, soit par leur étreinte alors que le niveau de l'eau s'élève vers eux.

## Système de jeu
Le joueur contrôle Keith Helm en vue à la troisième personne. L'état du personnage est symbolisé par deux jauges, présentes en haut à gauche de l'écran : une jauge de PV, verte, qui indique sa santé, et une jauge de QP, bleue, divisée en dix segments, qui indique la quantité d'énergie qui lui reste. L'énergie du personnage s'épuise progressivement lorsqu'il court ou effectue d'autres tâches épuisantes. Pour recouvrer de l'énergie, Keith doit boire de l'eau, faute de quoi sa santé se détériorera petit à petit. Keith peut boire de l'eau potable aux robinets disposés un peu partout sur son chemin, ce qui fait remonter entièrement sa jauge de QP. Parfois, l'eau des robinets est boueuse. Si Keith la boit malgré tout, sa jauge d'énergie est restaurée, mais il perd quelques points de santé en contrepartie. Keith peut aussi emporter des provisions d'eau en remplissant des bouteilles vides, bouteilles qu'il pourra ensuite consommer lui-même ou donner au personnage qui l'accompagne.
Le but du jeu est de se déplacer à travers l'île, tout en évitant les dangers et en trouvant de nouveaux chemins dans situations en apparence insurmontables. Lorsqu'une secousse sévit, le joueur doit s'accroupir, afin de garder sa stabilité et ne pas se blesser, voire perdre la vie. Le joueur peut modifier ou combiner certains objets qu'il trouve pour avancer dans sa quête, ou changer l'apparence de Keith. Les objets sont rangés dans un sac à dos, doté d'un nombre limité d'emplacements (de plus grands sacs peuvent être trouvés).
Keith est accompagné par diverses personnes. Arrivé à un certain stade du jeu, Keith doit choisir entre Karen et Kelly, un choix qui influencera l'histoire du jeu et les différentes zones à explorer.
La version japonaise du jeu est un des rares titres à être compatible avec le Trance Vibrator. Cet accessoire vibrant, fourni exclusivement avec l'édition spéciale japonaise de Rez sur PlayStation 2, permet au joueur de ressentir les secousses se produisant dans le jeu.

## Développement et sortie
Dans le cadre de la localisation occidentale du jeu, l'éditeur Agetec remplace la plupart des personnages japonais par des personnages typés occidentaux aux cheveux blonds, et change leur nom.